# Dialer
Dialer (vom englischen dial für „wählen“), auch Einwahlprogramme genannt, waren im engeren Sinne Computerprogramme, mit deren Hilfe über das analoge Festnetz oder das (digitale) ISDN-Netz eine Wählverbindung zum Internet oder anderen Rechnernetzen aufgebaut werden konnte. Zudem existierten auch Dialer für Mobiltelefone. Besondere Bekanntheit erreichten sie durch die zahlreichen Missbrauchsfälle im Bereich der Premium-Rate-Dialer, welche oftmals ungewollt und unbemerkt teure Datenmehrwertdienste anwählten und so zu hohen Kosten bei den Geschädigten führen. Im weiteren Sinne werden damit auch andere Zahlungsmethoden über Mehrwertdienste und Telefonverbindungen bezeichnet, die im Zusammenhang zu Datenverbindungen standen.

## Begriff, Erscheinung und Verbreitung von Dialern
Bei vielen Betriebssystemen ist ein Standard-Einwahlprogramm für Verbindungen nach dem Point-to-Point Protocol (PPP) mitgeliefert. Bei Windows nennt es sich „DFÜ-Netzwerk“. Das Einwahlprogramm muss gestartet werden, wenn man eine Internetverbindung über eine herkömmliche Telefonleitung aufbauen möchte, und so lange laufen, bis man diese schließt. Viele Provider boten Installations-CDs an, die es unerfahrenen Kunden vereinfachen sollte, einen passenden Internetzugang einzurichten. Dies geschah entweder dadurch, dass ein Eintrag im DFÜ-Netzwerk des Windows-Betriebssystems erstellt wurde, oder aber dadurch, dass ein firmenspezifisches Einwahlprogramm (zum Beispiel die T-Online- oder Bluewin-Software) installiert wurde. Oft wird dabei im weiteren Sinne nicht nur das Einwahlprogramm selbst, sondern auch dessen Installationsprogramm als „Dialer“ bezeichnet. Bei den Internet-by-Call-Software Least Cost Routern handelt es sich auch um Einwahlprogramme, der Begriff Dialer wird für sie jedoch in der Regel nicht verwendet – er erstreckt sich im üblichen Sprachgebrauch nur auf die Premium-Rate-Dialer, also Dialer zur Anwahl von teuren Datenmehrwertdiensten, in Europa meistens Nummern, die mit 0900–0999 begannen. Zudem wurden Softphones und Anwahl-Programme (etwa die Windows-Wählhilfe) für herkömmliche Festnetz-Sprachverbindungen gelegentlich auch als Dialer-Programme bezeichnet (englisch to dial umfasst sowohl anwählen als auch einwählen).
Als Erfinder des Dialers gilt Toni Saretzki, der mit seiner Firma TSCash GmbH Marktführer im deutschsprachigen Europa wurde. Der ursprünglich erfundene Dialer war seriös und eine gut zu nutzende und bequeme Zahlungsmethode.
Mit der zunehmenden Verbreitung von DSL-Anschlüssen sind Dialer weitgehend obsolet geworden. Es ist jedoch der Einsatz von Dialern auf Mobiltelefonen erfolgt und über Voice over IP denkbar.

## Mehrwertdienst-Dialer
0900-Dialer (auch Premium-Rate-Dialer oder Webdialer genannt, früher in Deutschland „0190-Dialer“) dienten dazu, kostenpflichtige Daten- bzw. Online-Mehrwertdienste zu vermarkten und Geldbeträge über die Telefonrechnung wie bei Sprachmehrwertdiensten über die Netzbetreiber abzurechnen. Solche Dialernummern erkennt man je nach Land an der Sonderrufnummer 0900, 0901, 0906, 0930 oder andere, die mit 09 beginnen.
Diese Nummern bzw. Dienste waren zunächst nur dafür gedacht, z. B. Wettervorhersagen oder Gewinnspiele über die Telefonrechnung abzurechnen. Dazu wählte sich der Kunde über eine spezielle Telefonnummer ein und ließ sich die Kosten über die Telefonrechnung abbuchen. Dasselbe Prinzip wurde bald auch für die Interneteinwahl genutzt, für welche auch spezielle Nummern genutzt werden. Bei 0900-Dialern waren die Verbindungskosten meist deutlich höher als bei normalen Internet-Verbindungen, dafür sollen aber weitere Dienstleistungen, etwa Zugriffe auf weitere Inhalte, geboten werden. In Deutschland gab es anders als bei den früheren 0190-Nummern keine einheitlichen Gebühren für spezielle 0900-Einwahlnummern, diese müssten jedoch nun angezeigt werden.
Es gibt auch so genannte DSL-Dialer (auch bekannt als Hanseatische Dialer). Allerdings ist diese Bezeichnung nicht korrekt, da es sich um keine Dialer im technischen Sinne handelt: Per DSL lassen sich nämlich keine 0900-Gebühren abrechnen. Deswegen muss man mit seinem Telefon eine 0900-Rufnummer wählen, wodurch der Dienstanbieter Zahlungen erhält. Solange diese Verbindung besteht, kann der Kunde ein kostenpflichtiges Internet-Angebot besuchen, welches der Dienstanbieter freischaltet, so lange eben die Sprachverbindung besteht. Wenn man den Hörer auflegt, wird das Angebot, z. B. eine Website, nicht länger zur Verfügung gestellt.
Theoretisch denkbar hingegen ist es, über ein Voice-over-IP-Netz Verbindungen zu Mehrwertdiensten aufzubauen. Allerdings setzt dieses voraus, dass über ein solches Netz diese Dienste auch erreichbar sind.
Zudem können Dialer auch von Mobiltelefonen ausgeführt werden und etwa Datendienste wie SMS in Anspruch nehmen. Im Bereich des Mobilfunk existiert dafür eine besondere Form des Mehrwertdienstes, welcher über Nummern der sog. netzinternen Kurzwahl angesprochen wird. Dem Premium-Mehrwertdienst entspricht dabei ungefähr die Premium-SMS, welche ebenso zu hohen Kosten führen kann.

### Missbrauch
Üblicherweise denkt man beim Begriff „Dialer“ gewöhnlich an solche Dialer, die von unseriösen, teilweise kriminellen Anbietern verbreitet werden, die ohne ausdrückliche oder nur unzureichende Zustimmung des Kunden erhöhte Gebühren abrechnen. 2003 wurde für Dialer in Deutschland zwingend die gesonderte Rufnummerngasse 0900-9 eingeführt. Dialer, die sich über andere als diese Nummerngasse einwählen, können nicht – wie vorgeschrieben – bei der Bundesnetzagentur registriert werden und sind damit illegal.
Mit ähnlichen Tricks wie Viren und Würmer wurden die Programme vorwiegend auf PCs mit dem Betriebssystem Windows verbreitet. Danach baute diese Software – ohne das Wissen des Benutzers – neue, kostenpflichtige Verbindungen zu teuren Mehrwertdienste-Nummern auf. Die Unerfahrenheit und Leichtgläubigkeit der Nutzer erlaubte den Verbreitern solcher Dialer große Einnahmen. In den Jahren 2002 und 2003 wurden dubiose Dialer auch mit Hilfe angeblicher Virenschutzprogramme bei ahnungslosen deutschen Internetnutzern installiert: Werbezuschriften per E-Mail von einem angeblichen „AntiVirus Team“ enthielten z. T. im Betreff den Zusatz „Weiterleiten“, bewarben aber per Link ein Programm namens downloadtool.exe oder antivirus.exe, das in Wirklichkeit einen 0190-Dialer darstellte. Daneben wurden zahlreiche vergleichbare Fälle bekannt.
Ein Anfang 2003 aufgetauchtes Visual-Basic-Script installierte ein Trojanisches Pferd, das Werte in der Windows-Registry und in den Sicherheitseinstellungen des Internet Explorers veränderte, damit ActiveX-Steuerelemente ohne Warnung aus dem Internet geladen werden können. Durch den Aufruf einer solchen Seite oder per E-Mail wurde ein teurer Dialer aus dem Internet heruntergeladen. Das Script schaltete auch den Modemlautsprecher ab und unterdrückte die Meldungen während des Aufbaus einer DFÜ-Verbindung.
Um Missbräuchen und ihren rechtlichen Konsequenzen für den „Nutzer“ vorzubeugen, ist eine umfangreiche Rechtsprechung entstanden und schließlich auch ein neues Gesetz (Mehrwertdienstegesetz (MWD-Gesetz)) verabschiedet worden, welches das Telekommunikationsgesetz um zwingende Vorgaben für Dialer ergänzte.

#### Auslands- und Satellitendialer
Eine besondere Form des Missbrauchs stellen Auslands- und Satellitendialer dar (auch bekannt als „Internationale Dialer“), die allerdings weder in- noch ausländische Mehrwertdienste anwählen, sondern lediglich ausländische Nummern bzw. Satellitennummern. Die Initiatoren verdienen dabei durch Ausschüttungsvereinbarungen mit ausländischen Netzbetreibern. Auf den Telefonrechnungen sind solche Verbindungen daher auch nicht als Mehrwertdienste ausgewiesen, sondern lediglich als gewöhnliche Auslandsverbindungen. Rechtlich wird auch die Illegalität dieser Form vertreten, so dass geschädigte Teilnehmer Netzbetreibern solche in Rechnung gestellte Verbindungen nicht bezahlen müssen bzw. vom in Rechnung stellenden Netzbetreiber zurückfordern können.

## Schutz vor Dialern
Um sich zu schützen, kann man bei seiner Telefongesellschaft eine Sperrung entsprechender Sonderrufnummern für den eigenen Anschluss beantragen – wie man entsprechend auch alle ausgehenden Mehrwertdienste auf diese Art weitgehend sperren lassen kann. Diese Sperrung betrifft dann allerdings auch den Faxabruf von Informationen – die etwa in TV-Sendungen angeboten werden – und gilt auch für Support-Rufnummern.
Da in Deutschland selbst die eigentlich sicheren Vorwahlen 0191 bis 0195, die für den Internetzugang per Modem reserviert sein sollten, bereits von Dialer-Anbietern missbraucht wurden, sichert ein solches Vorgehen nicht vollumfänglich ab. Als zusätzlichen Schutz vor Dialern gibt es im Elektronik-Fachhandel sogenannte „Dialer-Blocker“, welche zwischen Computer und TAE-Anschlussdose installiert werden. In ein solches Gerät können bis zu 12 Rufnummern als Positivliste eingegeben werden. Sobald eine Rufnummer nicht mit den gespeicherten Nummern übereinstimmt, wird der Anwahlversuch unterbunden.
Benutzer, die sich ausschließlich über DSL mit dem Internet verbinden, sind nicht von Dialern betroffen, sofern die DSL-Verbindung über die Netzwerkkarte zustande kommt und die einzige Verbindung des Computers zur Außenwelt ist. Ein Dialer kann dann zwar heruntergeladen werden, ist jedoch wirkungslos, denn eine Einwahl über DSL ist nicht möglich, da es im DSL-Netz keine herkömmlichen Telefonnummern gibt. Deshalb haben die Entwickler von Dialern inzwischen den Zugang verändert. Er erfolgt nun über Mehrwertdienste im Mobilfunkbereich. Es erscheinen nun Dialogboxen wie: „Bitte geben Sie Ihre Handynummer ein. Sie erhalten sofort den Zugangscode per SMS.“

## Gesetzliche Regelungen und Rechtsprechung
Seit dem 15. August 2003 ist in Deutschland das „Gesetz zur Bekämpfung des Missbrauchs von (0)190er/(0)900er Mehrwertdiensterufnummern“ als Änderungsgesetz zum Telekommunikationsgesetz (TKG) in Kraft getreten, welches insbesondere mit § 66f TKG verpflichtende Regeln für Dialer-Anbieter und Registrierungspflicht statuierte. Für den Anbieter führt dieses zu folgenden Pflichten:
- Preisangabepflicht der Anbieter
- Preisobergrenzen, Legitimationsverfahren und automatische Trennung
- Registrierung von Anwählprogrammen (Dialer).

Zudem wurde ein Auskunftsanspruch des Verbrauchers gegenüber der Bundesnetzagentur für Elektrizität, Gas, Telekommunikation, Post und Eisenbahnen eingeführt.
Am 4. März 2004 entschied der Bundesgerichtshof, dass für Dialernutzung anfallende Gebühren nicht gezahlt werden müssen, wenn der Dialer unwissentlich benutzt wurde und gewisse Sicherheitsvorkehrungen eingehalten wurden. Mit Urteil vom 28. Juli 2005 hat der Bundesgerichtshof erneut die Position der Verbraucher gestärkt, indem er dem Verbindungsnetzbetreiber einen eigenen Anspruch auf ein Entgelt absprach. In einem weiteren Urteil vom 20. Oktober 2005 hat der Bundesgerichtshof die Rechtsprechung konsequent weiter entwickelt, indem er dem Nutzer einen Rückzahlungsanspruch auf sein Entgelt zusprach, wenn dieser gegenüber dem Verbindungsnetzbetreiber unter Vorbehalt gezahlt hatte.

### Strafrechtliche Aspekte
In den meisten Fällen der erfolgreichen Dialer-Verbreitung handelt es sich um Betrug gemäß § 263 StGB und ggf. noch um weitere Taten wie Datenveränderung nach § 303a StGB.
Wenn der Einsatz eines Dialers Betrug darstellt, dann liegt eine Vortat gemäß § 261 StGB vor, so dass die Einziehung der Forderung den objektiven Tatbestand der Geldwäsche erfüllen könnte. Ein vergleichbares Problem gibt es beim Handypayment.

### Schwachstellen der gesetzlichen Regelungen
Die gesetzlichen Regelungen erschweren das missbräuchliche Installieren von Dialern zwar etwas, haben allerdings viele prinzipielle Schwachstellen:
- Registrierung von Anwählprogrammen: Was ein Anwählprogramm macht, lässt sich durch „Ansehen“ des Dialers nicht feststellen. Das Verhalten kann von vielen Parametern abhängig gemacht werden (Datum, IP-Adresse, CPU, RAM-Ausbau, Anzahl der Nutzer, Nutzungsdauer, Vorhandensein von URLs im Internet) und sich bei der Registrierungsbehörde „zahm“ verhalten. Selbst wenn man den Quelltext vorliegen hat, sind solche versteckten Funktionen nicht immer einfach oder zuverlässig zu finden.
- Das Anwahlprogramm kann nachträglich modifiziert werden.
- Die Informationstexte der Anbieter sind bei Nichtstandardeinstellungen betreffs Schriften, Schriftgrößen und erlaubten Scripting-Sprachen häufig nur teilweise und unvollständig lesbar.